# Rząd Karla Hohenwarta
Rząd Karla Hohenwarta – rząd austriacki, rządzący Cesarstwem Austriackim w roku 1871.
Premierem rządu był Karl Sigmund von Hohenwart. Rząd działał od 6 lutego do 26 października 1871.
Rząd ten był ostatnim rządem-zwolennikiem federalizacji Austro-Węgier. Planował dopuszczenie Czech, jako Krajów Korony Świętego Wacława, do rządów w dotychczas dualistycznych Austro-Węgrzech. Zasługą tego rządu dla Galicji było zupełne spolszczenie galicyjskiego szkolnictwa. Namiestnikiem Galicji został Agenor Romuald Gołuchowski, i od tej pory aż do roku 1915 namiestnikiem (a więc szefem administracji galicyjskiej) zawsze był Polak. Również za tego rządu wprowadzono stanowisko ministra do spraw Galicji (formalnie bez teki) – pierwszym został Kazimierz Grocholski. Sam Hohenwart słynął z niechęci do Prus i sympatii do Czechów, których języka się uczył.

## Skład rządu
- premier – Karl Sigmund von Hohenwart
- rolnictwo – Albert Schäffle
- handel – Albert Schäffle
- wyznania i oświata – Josef Jiráček
- finanse – Ludwig Holzgethan
- sprawy wewnętrzne – Karl Sigmund von Hohenwart
- sprawiedliwość – Karl Habientik
- obrona krajowa – Heinrich Scholl
- minister bez teki (do spraw Galicji) – Kazimierz Grocholski